# Affoux
Affoux är en kommun i departementet Rhône i regionen Auvergne-Rhône-Alpes i östra Frankrike. Kommunen ligger i kantonen Tarare som tillhör arrondissementet Villefranche-sur-Saône. År 2022 hade Affoux 397 invånare.

## Befolkningsutveckling
Antalet invånare i kommunen Affoux
| Referens: INSEE |